# Pareques perissa
Pareques perissa és una espècie de peix de la família dels esciènids i de l'ordre dels perciformes.

## Morfologia
- Els mascles poden assolir 30 cm de longitud total.[5][6]

## Hàbitat
És un peix marí, de clima tropical i associat als esculls de corall que viu entre 3-36 m de fondària.

## Distribució geogràfica
Es troba a l'oceà Pacífic sud-oriental: les Illes Galápagos.

## Observacions
És inofensiu per als humans.